# الجريبة (يهر)

تعديل مصدري - تعديل

الجريبة هي إحدى قرى عزلة يهر بمديرية يهر التابعة لمحافظة لحج، بلغ تعداد سكانها 23 نسمة حسب تعداد اليمن لعام 2004.